# Moritz von Loehr

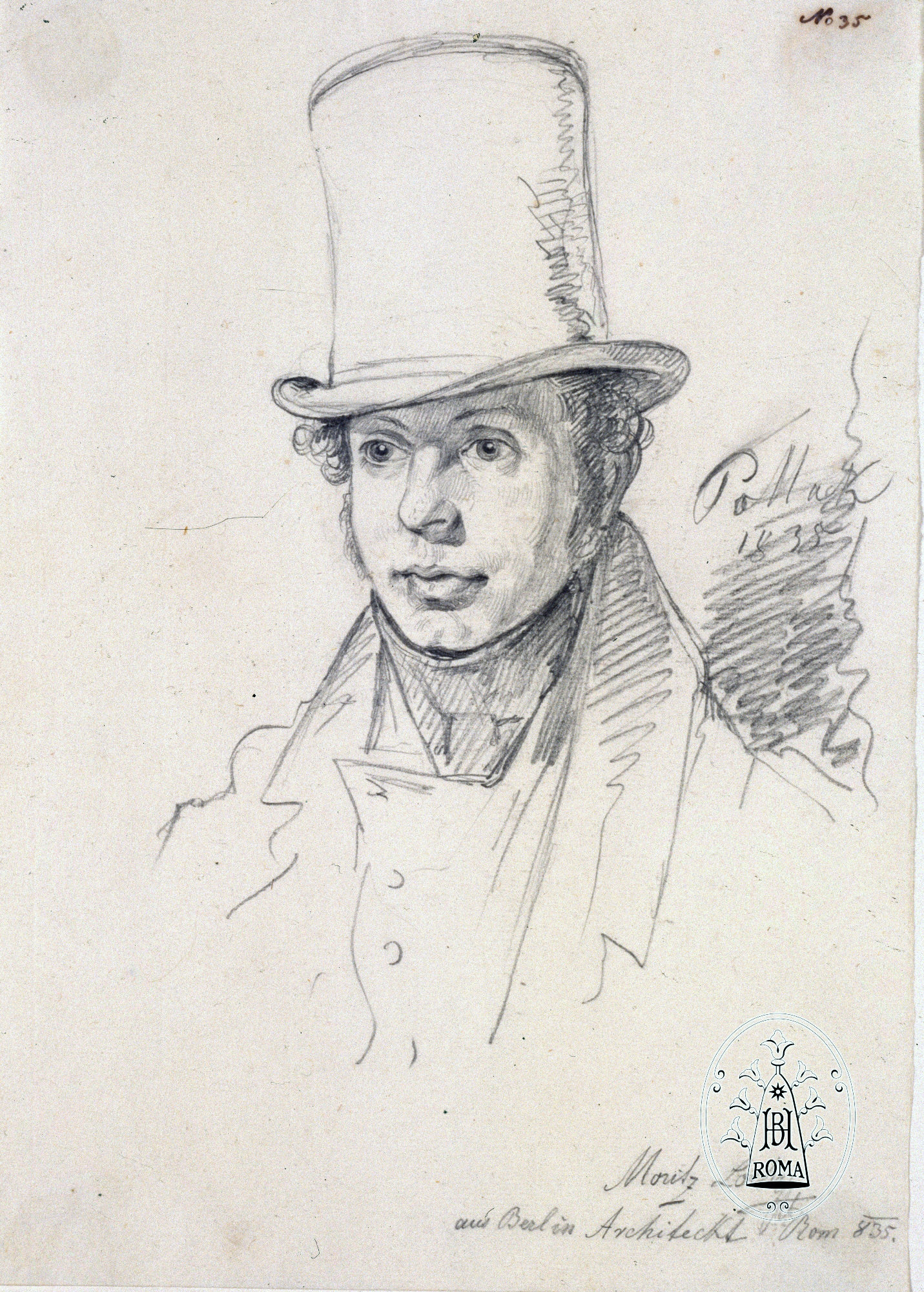
Porträt Moritz Loehr, gezeichnet von Leopold Pollak, Rom 1835

Moritz Loehr, ab 1865 Ritter von Loehr, auch von Löhr (* 7. Oktober 1810 in Berlin; † 28. Oktober 1874 in Wien) war ein deutsch-österreichischer Architekt und Ingenieur.

## Leben
Er war der Sohn des Berliner Bankiers August Simon Löhr (1774–1847) aus Kitzingen, der 1818 nach Wien übersiedelte. Loehr studierte dann am k. k. Polytechnischen Institut in Wien. Er übernahm 1838 die Ausführung sämtlicher Hochbauten und Betriebsanlagen der Wien-Gloggnitzer Bahn. 1842 begleitete er Carl von Ghega auf einer Reise nach England und Nordamerika. Ab 1842 im Dienst der Staatseisenbahn, war er ab 1848 zuständig für den gesamten Hochbau des staatlichen Eisenbahnnetzes. Ab 1857 war er Leiter der Hochbauabteilung im Ministerium für Handel, Gewerbe und öffentliche Bauten, ab 1859 im Ministerium des Inneren. Als Sektionsrat wurde er Mitglied des Wiener Stadterweiterungsfonds und hatte damit eine wichtige Aufsichtsfunktion beim Bau der Wiener Ringstraße.
1857 beteiligte er sich am Wettbewerb für den Bau der Wiener Ringstraße. Am 17. Januar 1859 legte er eine erste Skizze für den Bau der Rossauer Kaserne vor. 1868 wurde er aufgefordert neben Heinrich von Ferstel, Theophil von Hansen und Karl von Hasenauer am eingeschränkten Wettbewerb für die Wiener Hofmuseen teilzunehmen. Er war Redaktionsmitglied bei der von Ludwig Förster seit 1836 herausgegebenen Allgemeinen Bauzeitung.
Im Jahr 1894 wurde in Wien Rudolfsheim-Fünfhaus (15. Bezirk) die Löhrgasse nach ihm benannt.
Sein Sohn war der Eisenbahningenieur und Sammler August von Loehr.

## Werke

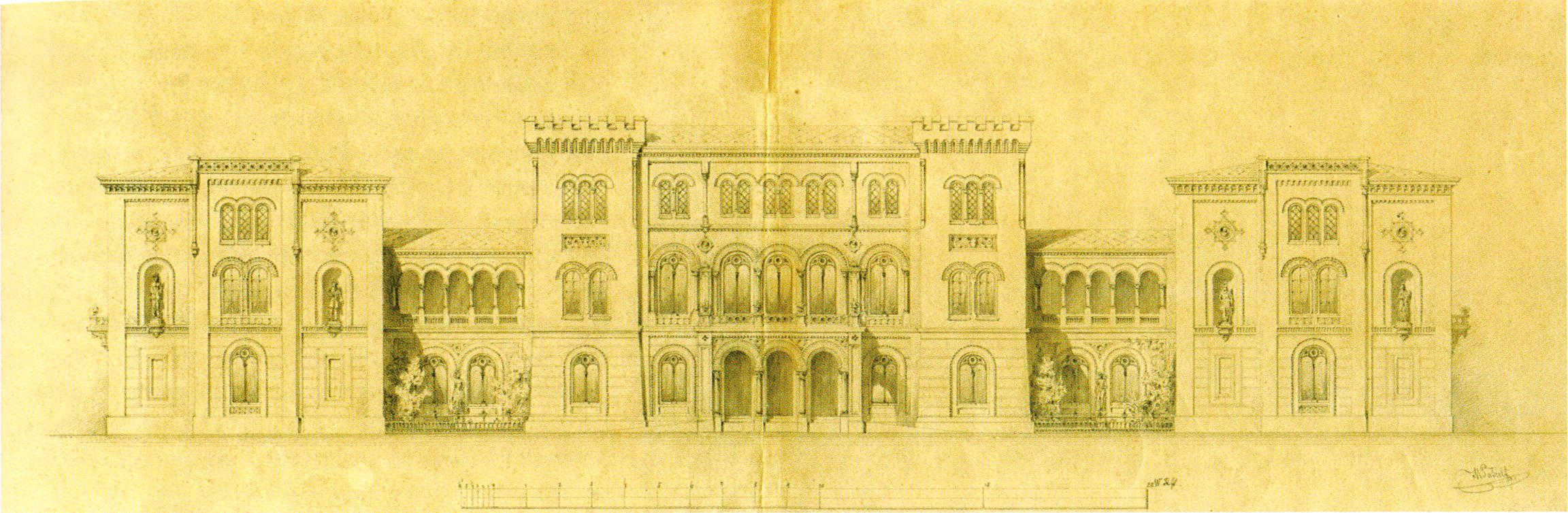
Planzeichnung für die Hauptfassade des Westbahnhofs

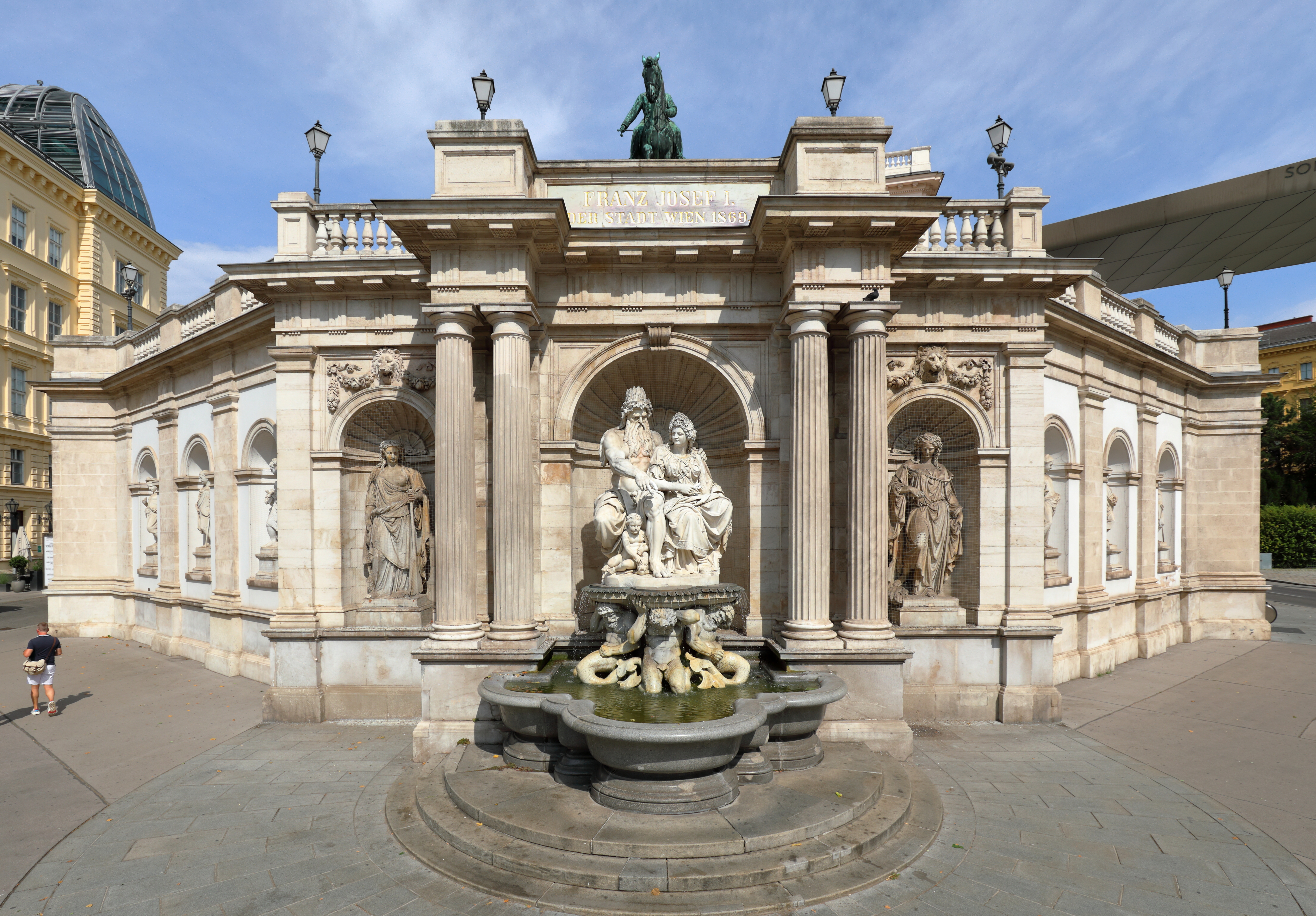
Danubiusbrunnen (1869)

- 1857 – Entwurf für die Wiener Ringstraße
- 1858 – Wien Westbahnhof
- 1859 – Vorentwurf für die Rossauer Kaserne in Wien
- 1864 – Strenghistoristische Einfriedung des Wiener Burggartens zur Ringstraße
- 1864–69 – Umbau der Augustinerbastei und Errichtung der Albrechtsrampe an der Wiener Albertina
- 1868 – Wettbewerbsprojekt für die Hofmuseen in Wien
- 1869 – Danubiusbrunnen zusammen mit Bildhauer Johann Meixner